# Arnold Rüütel

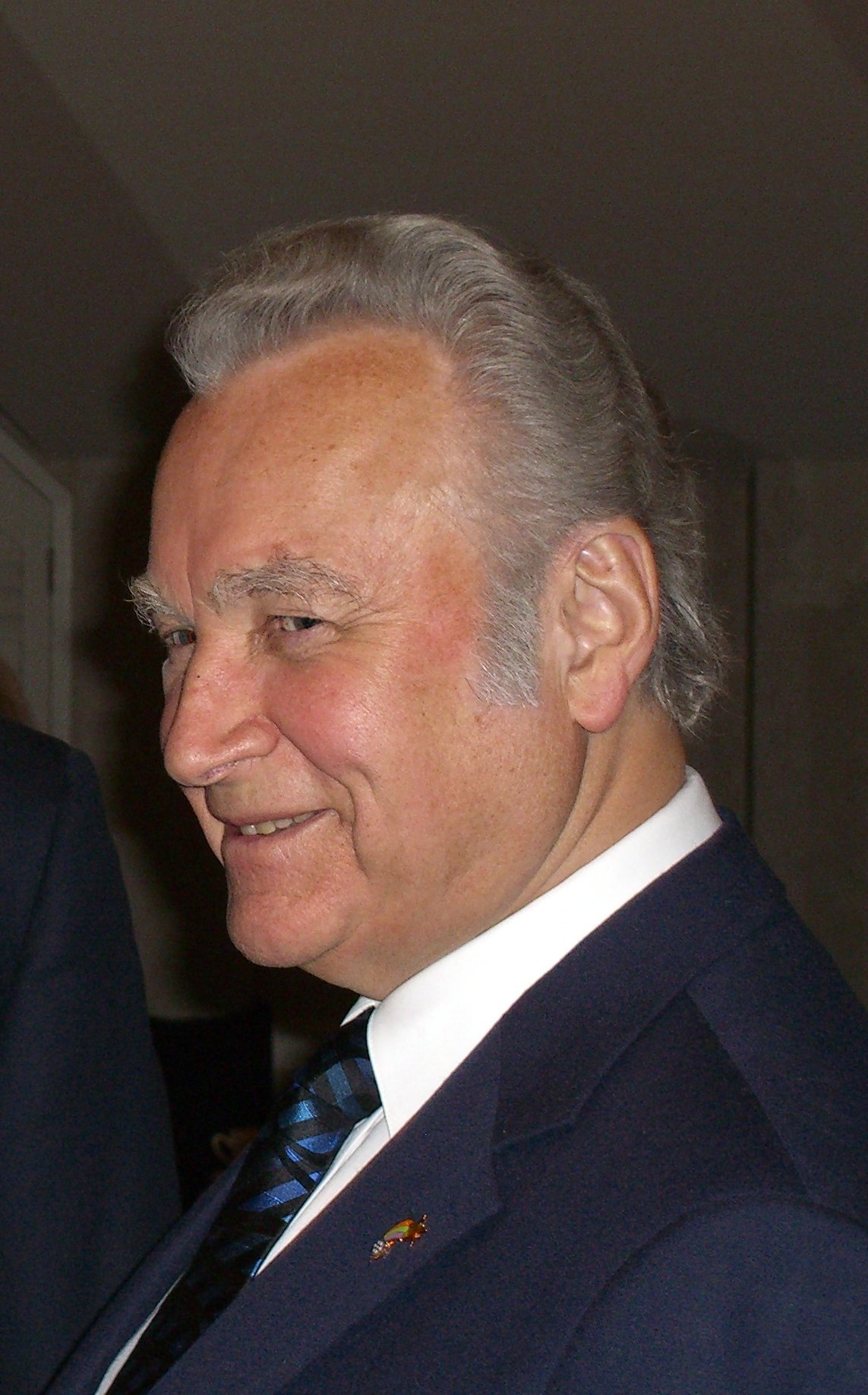
Arnold Rüütel (2006)

Arnold Rüütel (n. 10 mai 1928, Pahavalla⁠(d), Saaremaa Rural Municipality⁠(d), Regiunea Saare, Estonia – d. 31 decembrie 2024, Tallinn, Estonia) a fost un politician eston. A fost președintele republicii între 2001 și septembrie 2006, când a fost înlocuit de Toomas Hendrik Ilves. Rüütel s-a născut pe insula Saaremaa în județul Saare, Estonia.